# Frits Huffnagel
Godfried Philip (Frits) Huffnagel (Leiden, 15 juli 1968) is een Nederlands politicus voor de VVD en was onder meer van 2004-2005 wethouder van Amsterdam en van 2006-2010 wethouder van Den Haag.

## Jeugd en studie
Huffnagel is lid van de familie Huffnagel en het enige kind van ir. Hans Philip Huffnagel (1925-1997), directeur van het Koninklijk Instituut voor de Tropen, en diens tweede echtgenote Tini Ligtermoet, en een kleinzoon van econoom en letterkundige Godfried Eliza Huffnagel (1892-1967).
Hij begon in 1987 aan een studie politicologie aan de Vrije Universiteit te Amsterdam, met als afstudeerrichting politieke communicatie en informatie. Tijdens zijn studie was hij lid van L.A.N.X. waar hij toetrad tot de oratorische vereniging F.O.R.V.M. en werkte hij bij de jongerenafdeling van Veronica, waar hij rapportages maakte voor het radioprogramma Club Veronica Trend. Tijdens zijn studententijd richtte hij het Amsterdams Studenten Cabaret Festival. Later werkte hij als redacteur voor Veronica Nieuwsradio. Ook liep hij stage bij de Teldersstichting, het wetenschappelijk bureau van de VVD.
Na zijn studie te hebben afgerond vervulde hij zijn dienstplicht in Den Helder als docent Fundamentele Voorlichting bij de Koninklijke Marine met als rang luitenant-ter-zee. Vervolgens werkte hij bij VNO-NCW, eerst als secretaris van Jong Management en daarna als programma-manager bij het managementopleidingscentrum De Baak .
Huffnagel werd in 1993 in Amsterdam lid van het afdelingsbestuur van VVD-Westerpark en organiseerde bijna drie jaar het Politiek Café Libertijn. In 1997 kreeg Huffnagel landelijke bekendheid als panellid van het VARA-debatprogramma Het Lagerhuis.

## Gemeentebestuur Amsterdam
In 1998 werd hij lid van de Amsterdamse gemeenteraad voor de VVD. In maart 2002 werd hij door de VVD-fractie unaniem gekozen tot fractievoorzitter en daarmee woordvoerder Openbare Orde en Veiligheid. Tot ongenoegen van burgemeester Cohen wist Huffnagel in 2003 een meerderheid in de gemeenteraad te winnen voor het herinvoeren van de Koninginnenacht in Amsterdam. Slechts PvdA en SP stemden tegen. Bij de eerste hernieuwde Koninginnenacht in 2004 was Huffnagel zelf inmiddels wethouder geworden.
Naast zijn raadslidmaatschap werkte Huffnagel parttime bij De Baak en behoorde ook tot het VVD-campagneteam voor de Tweede Kamerverkiezingen 2003. Hij schreef speeches voor Gerrit Zalm en bereidde hem voor op televisieoptredens.

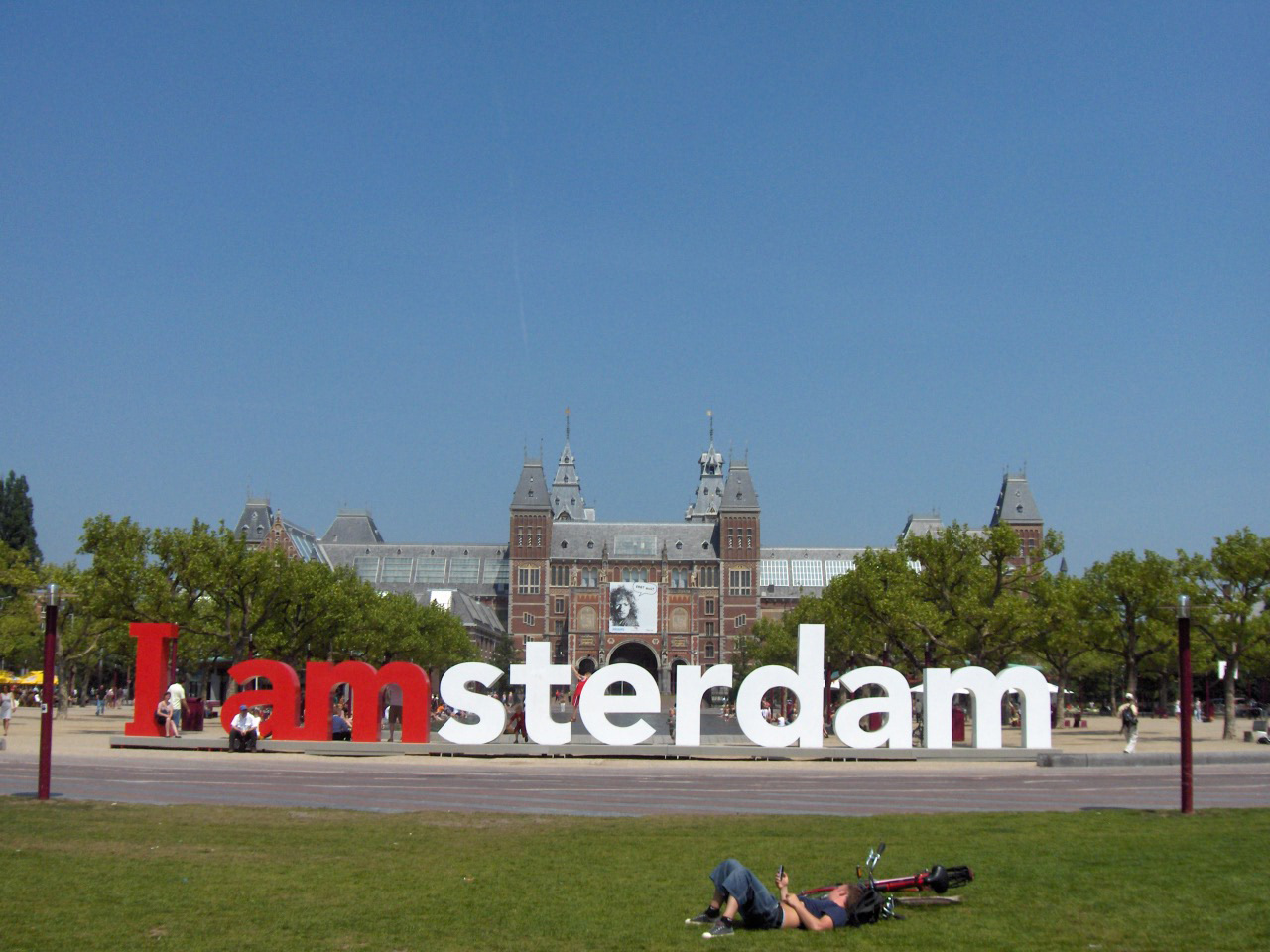
Het motto "I amsterdam"

Op 14 januari 2004 werd Huffnagel, met 28 stemmen voor en 13 stemmen tegen, gekozen als opvolger van wethouder Geert Dales (Financiën en Economische Zaken) die vertrok om burgemeester van de gemeente Leeuwarden te worden. Huffnagel nam ook delen van de portefeuille van collega-wethouder Mark van der Horst over, waaronder de ICT.
Belangrijkste wapenfeit van Huffnagel als wethouder was de introductie van de nieuwe citymarketingstrategie onder het motto I amsterdam. Hoewel de Amsterdamse bevolking in eerste instantie niet erg warm liep voor de campagne, geldt deze inmiddels als een succes. Ook maakte Huffnagel zich hard voor de introductie van 14020, een centraal telefoonnummer voor de gemeente Amsterdam, vergelijkbaar met het centrale nummer 311 in New York.

### Bonnetjesaffaire
Half april 2005 raakte Huffnagel in opspraak in verband met € 19.900 onkostenvergoedingen die de Stichting Bestuursassistentie VVD hem had toegekend als fractievoorzitter. Dit bleek uit onderzoek door de gemeentelijke accountantsdienst ACAM. Volgens de gemeentewet is het gemeenteraadsleden expliciet verboden om andere inkomsten dan de vastgestelde standaardvergoedingen te ontvangen. Omdat daarnaast noch de VVD-fractie, noch Huffnagel een regeling had met de Belastingdienst, moest hij over het bedrag ook nog inkomstenbelasting afdragen. De ACAM adviseerde daarover alsnog een regeling te treffen met de fiscus.
Huffnagel nam contact op met de belastingdienst, gaf in afwachting van een regeling het gehele bedrag terug en bood de gemeenteraad excuses aan. Ook bij andere politieke partijen in de Amsterdamse gemeenteraad bleek lang niet alles te kloppen volgens de ACAM. Zo kregen de leden van de CDA-fractie ook een extra onkostenvergoeding. Deze kwestie ging de geschiedenis in als de bonnetjesaffaire, hoewel het bij Huffnagel feitelijk niet om bonnetjes ging.
Huffnagel hoefde van de VVD-fractie, zijn collega-wethouders en burgemeester Cohen niet af te treden. Volgens Huffnagel was een communicatiestoornis tussen hem en de Stichting Bestuursassistentie de oorzaak van het probleem. Nadat echter via de lokale tv-zender AT5 duidelijk werd dat Huffnagel zelf voorzitter was van de Stichting Bestuursassistentie, viel het doek.
Met name de PvdA-fractie had grote problemen met de beeldvorming die door de affaire was ontstaan. Daarom trad Huffnagel op 8 mei toch af als wethouder. Op 16 mei werd het Tweede Kamerlid Laetitia Griffith door de Amsterdamse VVD-afdeling als zijn opvolger gepresenteerd. Huffnagel werd adviseur bij organisatieadviesbureau Berenschot als specialist citymarketing.
In het voorjaar van 2006 was hij campagneleider van Mark Rutte, tijdens de interne strijd om het lijsttrekkerschap van de VVD. Rutte versloeg in die campagne Rita Verdonk en Jelleke Veenendaal.

## Wethouder in Den Haag
Op 20 april 2006 werd Frits Huffnagel benoemd tot wethouder Citymarketing, Internationale Zaken, ICT en Organisatie in de gemeente Den Haag.
Op 1 november 2006 introduceerde hij een nieuw beeldmerk voor de citymarketing van Den Haag, gemaakt door fotograaf en artdirector Anton Corbijn. Voorafgaand ontstond commotie over de € 190.000 die de introductie van het merk ging kosten. Huffnagel bleef overeind tijdens een ingelast spoeddebat op 27 oktober. Wel vonden de oppositiepartijen dat de wethouder hen beter had kunnen en moeten informeren. De ophef rond de show was voor de geplande presentator Bart Chabot reden zich terug te trekken.
Op 1 april 2007 introduceerde Huffnagel het telefoonnummer 14070, voor alle vragen aan en opmerkingen over de gemeente Den Haag. Den Haag werd daarmee na Amsterdam de tweede gemeente van Nederland met zo'n centraal nummer. Sinds september 2008 was Huffnagel naast zijn eerder genoemde portefeuilles verantwoordelijk voor de binnenstad in Den Haag.
Ook introduceerde Huffnagel in juni 2007 de eerste editie van The Hague Festivals, een bundeling van bestaande en nieuwe evenementen in Den Haag om de stad 'beter op de kaart te krijgen'. De eerste editie won drie internationale prijzen en de publieksprijs van de Den Haag Marketing Prijzen 2007 in de categorie Publieksevenementen. De editie van 2008 werd nog beter bezocht en won eveneens verschillende internationale prijzen.
In 2009 maakte Roze Zaterdag deel uit van het programma van The Hague Festivals. Het was voor het eerst in dertig jaar dat deze dag in het kader van de homo-emancipatie in Den Haag werd georganiseerd. Huffnagel was daar een van de drijvende krachten achter. In 2010 werd Den Haag uitgeroepen tot evenementenstad van het jaar. Ook de prijs voor de beste Citymarketing van Nederland ging naar Den Haag.
Bij de collegevorming in 2010, waarbij de VVD een zetel moest inleveren, viel Huffnagel buiten de boot. Hij maakte nog wel deel uit van de Haagse gemeenteraad.

## Ondernemer
Per 18 mei 2011 stapte Huffnagel op als gemeenteraadslid om zich te kunnen concentreren op zijn eigen bedrijf: Frits Huffnagel, Citymarketing & Communicatie. Daarmee kwam een eind aan een periode van twaalf jaar waarin Huffnagel bijna onafgebroken politieke functies vervulde. Naast ondernemer was Huffnagel presentator bij BNR van het programma Zaken doen met... eind 2014.
Hij is regelmatig commentator bij WNL-programma's als Goedemorgen Nederland, WNL op Zondag en Opiniemakers. Daarnaast had hij een wekelijkse talkshow FRITS! over kunst & cultuur, entertainment, ondernemerschap, politiek en sport. Deze werd uitgezonden op Omroep West en bij NH.
Tussen september 2011 en september 2014 was Huffnagel voorzitter van het Algemeen Bestuur van FOCWA Schadeherstel, de Nederlandse vereniging van ondernemers in autoschadeherstel. Daarnaast was hij voorzitter van het BouwregieNetwerk Nederland, de Nederlandse koepelorganisatie van projectmanagementbureaus. Van 2013 tot november 2020 was Huffnagel voorzitter van VAN Kansspelen, de branchevereniging van aanbieders van kansspelen in Nederland.
Sinds 1 januari 2019 is hij mede-eigenaar van een Castro Communicatie dat hij oprichtte met Stefan de Bruijn. Het bureau helpt klanten op de terreinen Strategische Communicatie, Lobby en Gebieds/Citymarketing. Het bureau profileert zich al Onafhankelijk, Helder en Vrolijk. 

## LHBT
Huffnagel komt openlijk uit voor zijn homoseksuele geaardheid en was columnist in onder andere het maandblad Gay & Night en op Gaysite.nl. Frits Huffnagel maakte zich sterk om de Roze Zaterdag in 2009 in Den Haag te laten plaatsvinden en voor een lokaal vervolg daarop onder de naam The Hague Pride. Van 2014 tot 2020 was Frits Huffnagel voorzitter van de Stichting AGP, die de jaarlijkse Amsterdam Gay Pride organiseert.

## Televisie
Op 17 december 2005 was Huffnagel te gast in Dit was het nieuws, samen met Jenny Arean. In 2012 deed Huffnagel mee aan het televisieprogramma Wie is de Mol?, waar hij in de zesde aflevering afviel. Ook deed hij in 2012 mee aan De Slimste Mens, daar viel hij na 1 aflevering af. In 2013 speelde Huffnagel een kleine bijrol in The Passion als voorbijganger en Petrus-herkenner. 
In maart 2020 kwam Huffnagel in opspraak na uitspraken over vluchtelingen in het radioprogramma Spraakmakers. De Amsterdamse afdeling van het COC vond dat Huffnagel vanwege deze uitspraken zou moeten aftreden als voorzitter. Als gevolg is het gehele bestuur van de stichting AGP zal afgetreden en werd oud-wethouder Carolien Gehrels gevraagd om nieuwe bestuursleden te zoeken.
In november 2020 deed Huffnagel mee aan First Dates. Van een relatie kwam het niet. Sinds december 2020 schuift Huffnagel regelmatig aan aan de desk van Shownieuws op SBS6.
In 2021 was Huffnagel te zien als koning Willem-Alexander der Nederlanden in het RTL 4-programma De TV Kantine. In 2023 was hij te zien als secret singer in het televisieprogramma Secret Duets.